# Boundiali
Boundiali es una localidad marfileña del departamento homónimo desde 1974 en la región de Bagoué, de la cual es capital. Al norte del país, cerca de Mali, sus habitantes se llaman «Boundialikas».